# Gemach
Gemach (hebreiska: גמ"ח, plural, גמחים, gemachim, en omskrivning för גמילות חסדים, gemilut chasadim, "vänlig handling") är en judisk tradition med räntefria lån. Traditionen grundar sig på Torahns förbud mot ränta. För att återbetalningen skall garanteras är det vanligt att två extra personer skriver under lånekontraktet, förutom låntagaren själv. Om låntagaren skulle misslyckas med att betala tillbaka, är det dessa personer som långivaren kan vända sig till. Gemach-systemet har även stöd i det rabbinska rättssystemet. 